# Antonio della Corna

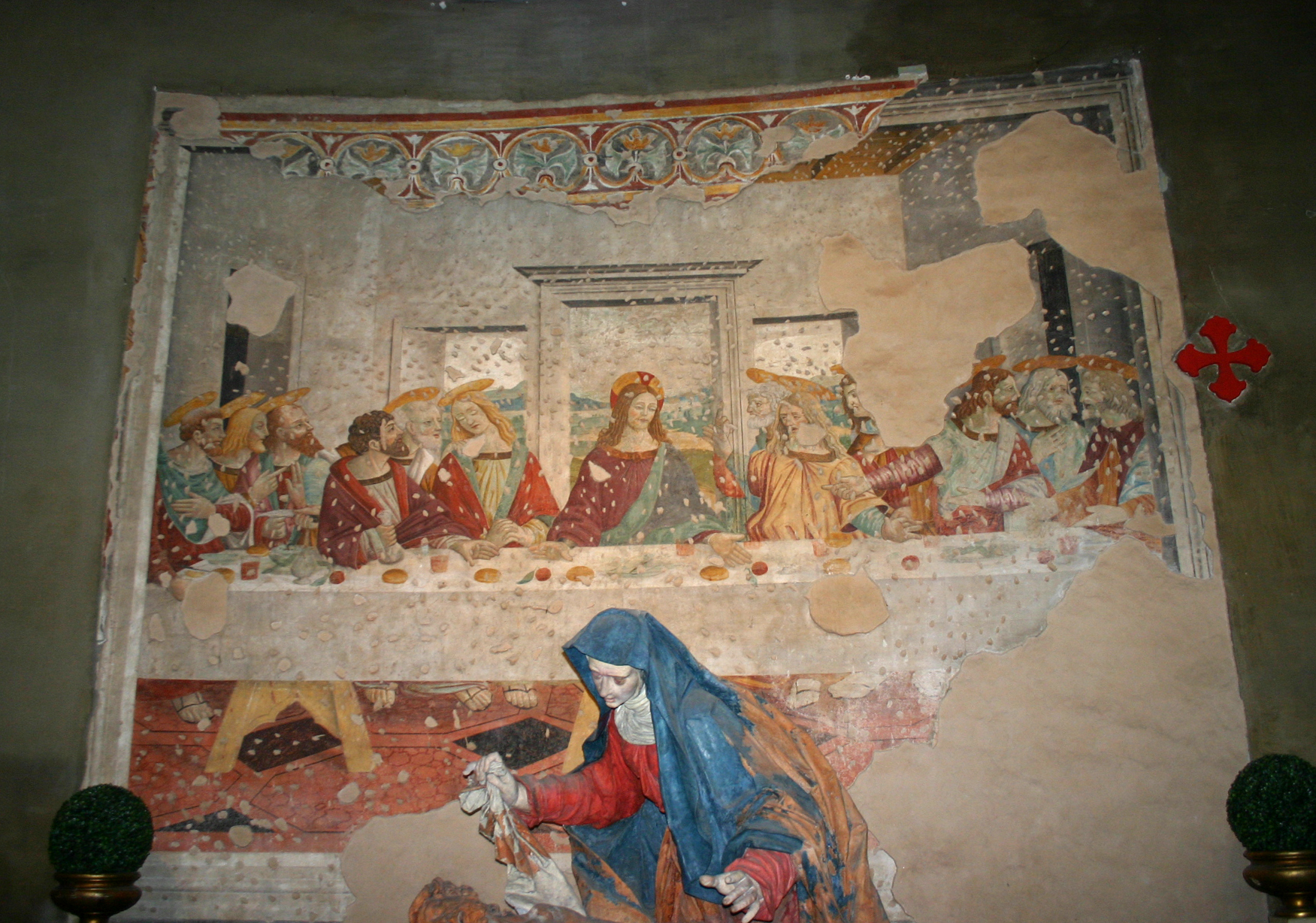
Basilica di San Lorenzo (Milano), Ultima Cena, attribuita ad Antonio della Corna

Antonio della Corna (1450-1455 circa – 1500 circa) è stato un pittore italiano.

## Biografia
Antonio della Corna, che ha vissuto nei secoli XV e XVI, è stato uno degli artisti chiamati da Lodovico Sforza per decorare il Castello Sforzesco a Milano nel 1490. Non sono note le date della sua nascita o di morte. La collezione Bignami, nei pressi di Casalmaggiore, contiene un'immagine che rappresenta un omicidio preso dalla leggenda di San Giuliano, firmato da Antonio nel 1478.
Attribuiti al della Corna sono alcuni affreschi (1498) e il Polittico della Misericordia nella chiesa di Sant'Andrea di Asola, in provincia di Mantova.

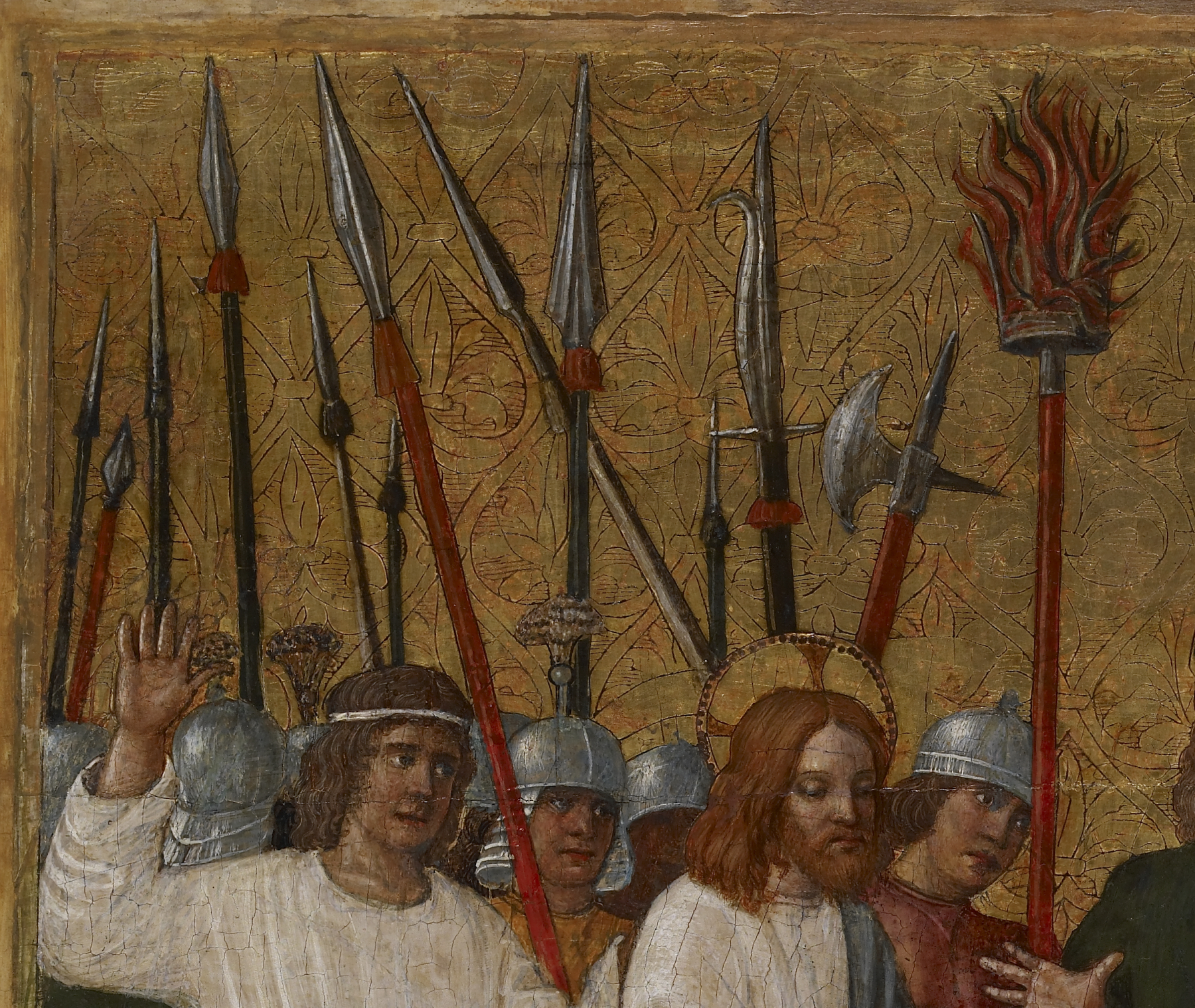
Antonio della Corna, Cristo di fronte a Caifa, Walters Art Museum Baltimora